# Scholarpedia
Scholarpedia is een Engelstalige wiki-internetencyclopedie met artikelen door uitgenodigde specialisten op het gebied van de exacte wetenschappen. De artikelen worden voor plaatsing onderworpen aan peer review, beoordeling door anonieme collega-deskundigen. De artikelen zijn gratis op internet beschikbaar voor niet-commerciële toepassing, maar mogen niet gekopieerd worden. De schrijvers staan bij elk artikel aangegeven. Scholarpedia werd in februari 2006 opgericht door Eugene M. Izhikevich, een onderzoeker verbonden aan het Neurosciences Institute in San Diego, Californië. Izhikevich is tevens hoofdredacteur.

## Werkwijze
Alleen geregistreerde gebruikers kunnen een artikel bewerken en de wijzigingen moeten goedgekeurd worden door de zogenaamde curator, die meestal de auteur van het artikel is. Gebruikers krijgen een scholar index, een rang die klimt of daalt naargelang van de verschillende werkzaamheden van de gebruiker. De website gebruikt de MediaWiki software die ook wordt toegepast in de Wikipedia.
Scholarpedia is vooralsnog geen algemene encyclopedie, maar concentreert zich op computationele neurowetenschap, dynamische systemen (officiële naam voor chaostheorie en toegepaste differentiaalvergelijkingen), computationele intelligentie (deelgebied van kunstmatige intelligentie) en astrofysica.
Schrijvers van artikelen van de Scholarpedia worden ofwel uitgenodigd door de hoofdredacteur of andere curatoren, ofwel verkozen in een openbare verkiezing. Bijvoorbeeld Jimmy Wales en Larry Sanger werden aangewezen voor het artikel over de Wikipedia. Zo wordt gegarandeerd dat alleen deskundigen bijdragen. In maart 2008 telde de auteurslijst twaalf Nobelprijs- en vijf Fields medalwinnaars.

## Auteursrecht en patenten
Schrijvers behouden hun auteursrecht op artikelen die voorgelegd worden aan de Scholarpedia. Ze hebben de keuze uit drie opties voor de licensering: onder de GNU Free Documentation License, de Creative Commons license, of door Scholarpedia een niet-exclusief recht te geven om hun werk te vermenigvuldigen. Voor januari 2008 was alleen deze laatste mogelijkheid toegestaan, waar Scholarpedia voor bekritiseerd werd. Scholarpedia diende een patentaanvraag in voor zijn werkwijze.

## Kritiek
Het bovengenoemde beleid kreeg kritiek te verduren van Brian Mingus van de University of Colorado at Boulder, die aangaf dat de GNU Free Documentation License beter past bij een vrijwilligersproject. Dan zou tekst uitgewisseld kunnen worden met andere projecten zoals Wikipedia. Mingus had ook aanmerkingen op de patentaanvraag voor de werkwijze van Scholarpedia, omdat die gebruikmaakt van de MediaWiki software, die onder de GPL valt. Bewerkingen zouden als vrije, open source software moeten worden vrijgegeven in plaats van gepatenteerd.
Scholarpedia reageerde dat zij de enigen moeten zijn die de tekst mogen verspreiden zodat de auteurs alleenrecht over hun bijdragen behouden en Scholarpedia uitgevers als MIT Press en Springer kan machtigen om de Scholarpedia te drukken.

## Verwijzingen
1. ↑  Scholarpedia: the free peer-reviewed encyclopedia. Society of Applied Neuroscience (11 november 2006). Gearchiveerd op 22 februari 2012. Geraadpleegd op 27 maart 2007.
2. ↑  Scholarpedia. The MIT Presslog (January 08, 2007). Geraadpleegd op 27 maart 2007.
3. ↑   (2008). Editorial: Wouldn't you like to know?. Nature Physics 4: 505. DOI: 10.1038/nphys1012.
4. ↑  Comments on copyright and patents. Scholarpedia (29 april 2007). Geraadpleegd op 12 oktober 2009.
5. ↑  Comments on copyright and patents. Scholarpedia (29 april 2007). Geraadpleegd op 23 augustus 2007.